# 봉산초등학교 (전남)
봉산초등학교는 대한민국 전라남도 담양군 봉산면 신학리에 있는 공립 초등학교이다.

## 학교 연혁
- 1931년 6월 20일 봉산공립보통학교(4년제) 개교
- 1938년 4월 1일 봉산공립심상소학교로 개칭
- 1940년 3월 20일 6년제 개편
- 1941년 4월 1일 봉산공립국민학교로 개칭
- 1948년 3월 20일 봉산국민학교로 개칭
- 1981년 3월 1일 병설유치원 개원
- 1996년 3월 1일 봉산초등학교로 개칭
- 2000년 3월 1일 양지분교장 편입
- 2012년 3월 1일 제31대 윤건 교장 취임
- 2013년 3월 1일 양지분교장 통폐합
- 2015년 2월 26일 급식실 신축
- 2015년 5월 1일 다목적교실(늘품관) 신축
- 2016년 3월 1일 제32대 채희금 교장 취임
- 2018년 2월 9일 제85회 졸업(졸업생수 8명 총 6,133명)

## 참고 자료
- 봉산초등학교 - 한국교육학술정보원 학교알리미